# Supermarine Seafire
Supermarine Seafire, ("Seafire" je okrajšava za Sea Spitfire) je bila palubna verzija britanskega lovca Supermarine Spitfire. Poganjal ga je 12-valjni V-motor Rolls-Royce Merlin, kasnejše verzije so imele Rolls-Royce Griffon za boljše sposobnosti. 
Večinoma se je uporabljal v 2. svetovni vojni, kasneje pa tudi v 1. Indokinski vojni. 

## Specifikacije (LF Mk III)
Podatki iz British Aircraft of World War II and The Virtual Aviation Museum
Splošne karakteristike
- Posadka: 1
- Dolžina: 30 ft 2½ in (9,21 m)
- Razpon kril: 36 ft 10 in (11,22 m)
- Višina: 11 ft 5 in (3,48 m)
- Površina kril: 242,1 ft² (22,5 m²)
- Teža praznega letala: 6204 lb (2814 kg)
- Maks. vzletna teža: 7640 lb (3466 kg)
- Pogon letala: 1 ×  Tekočinsko hlajeni 12-valjni V-motor Rolls-Royce Merlin 55M, 1585 KM (1182 kW)

 Zmogljivost 
- Maks. hitrost: 359 mph (578 km/h) na višini 5100 ft (1554 m)
- Potovalna hitrost: 218 mph (351 km/h)
- Doseg: 513 milj (825 km)
- Višina leta: 32000 ft (9754 m)
- Hitrost vzpenjanja: 1,9 min do višine 5000 ft (1525 m)